# جون غراهام (منافس ألعاب قوى)
جون غراهام هو منافس ألعاب قوى كندي، ولد في 20 نوفمبر 1965 في موسجاو في كندا.

## وصلات خارجية
- جون غراهام على موقع الاتحاد الدولي لألعاب القوى (الإنجليزية)
- جون غراهام على موقع أوليمبيديا (الإنجليزية)